# Десятов, Павел Алексеевич
Павел Алексеевич Десятов (1 [13] января 1820 — 20 августа [1 сентября] 1888) ― русский живописец-портретист, сторонник академизма, второстепенная фигура среди московских художников рубежа николаевской и пореформенной эпох, педагог. Академик Императорской Академии художеств (с 1858; ассоциированный член — «назначенный» с 1856), преподаватель Московского училища живописи, ваяния и зодчества (с 1847), надворный советник.

## Биография
Уроженец Клинского уезда Московской губернии, из мещан. В 1847 году закончил Московское училище живописи, ваяния и зодчества; согласно Николаю Рамазанову (в «Материалах для истории художеств в России», 1863), состоял студентом Фёдора Завьялова. Тогда же получил от Академии художеств звание неклассного художника. В 1856 году получил звание «назначенного в академики», а в 1858 году за портрет архитектора Фёдора Рихтера ― звание академика.
С мая 1847 года и до конца жизни Десятов преподавал рисование в МУЖВЗ, сперва в приготовительном отделении, затем в качестве младшего (с 1861) и старшего (с 1883) преподавателя; студентом Десятова в первом (головном) классе начинал обучение в МУЖВЗ Михаил Нестеров, некоторое время даже живший в служебной квартире мастера. Помимо МУЖВЗ также служил в Строгановском (в 1860-х — 1870-х годах) и в Дворцовом архитектурном (в начале 1860-х годов) училищах.
Скончался 20 августа 1888 года в Москве; был похоронен на Лазаревском кладбище. Личное дело Десятова находится в фондах Архива литературы и искусства в Москве.

## Творчество
Работал в жанре портрета, написал их более десятка. Среди них ― портреты художников В. Л. Боровиковского, Ф. А. Бруни, А. Г. Венецианова, А. А. Иванова, И. К. Айвазовского, П. В. Басина, В. К. Шебуева, А. О. Орловского, Т. А. Неффа, С. Ф. Щедрина, историка С. М. Соловьева.
Писал и портреты простых людей: «Охотник и старуха с девочкой» (1845), «Старуха, учащая дочь свою грамоте» (1845), «Огородница с детьми» (1859)
Исполнил композицию «Распятие» для московской церкви Троицы на Грязях на Петровке.
Сохранившиеся работы Десятова крайне малочисленны; известно всего две картины в Третьяковской галерее и одна — в Музее Академии художеств в Петербурге.

Примеры работ П. А. Десятова
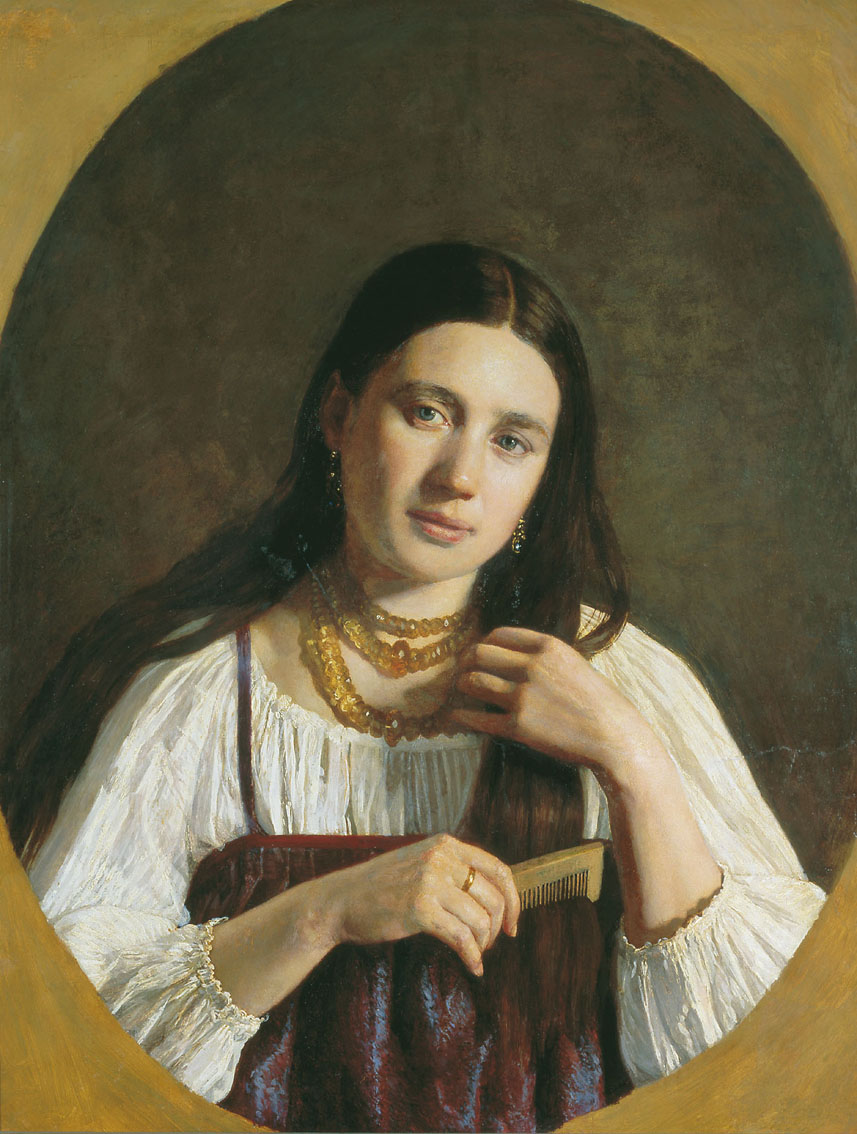
Девушка, расчесывающая волосы. 1840-е годы[комм. 2]
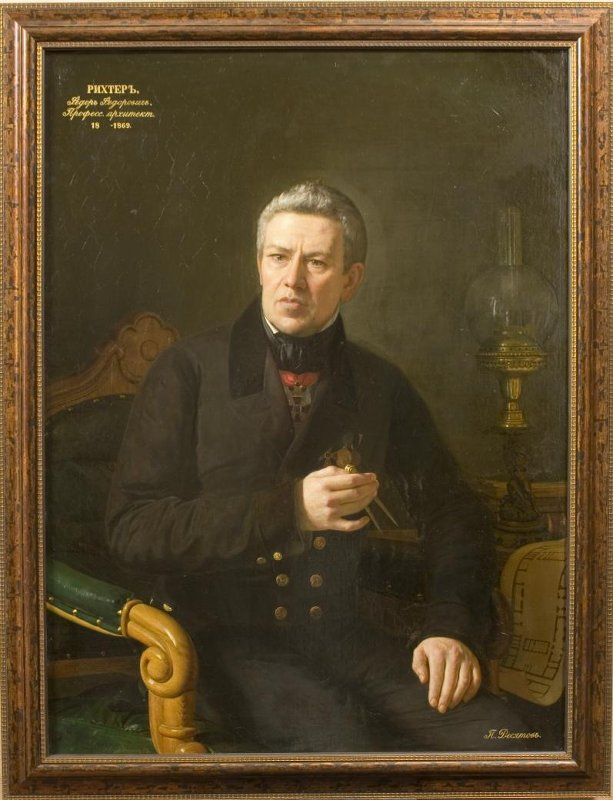
Портрет архитектора Фёдора Рихтера. 1858[комм. 3]
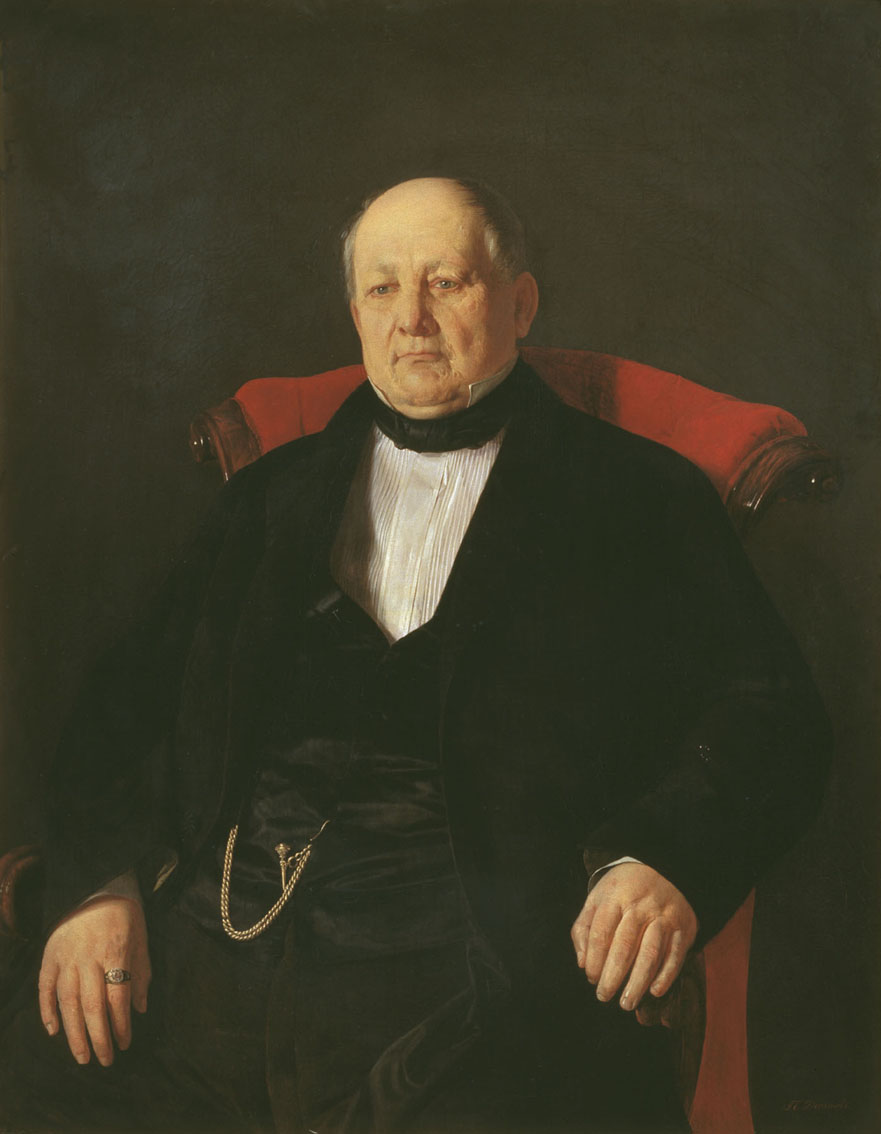
Портрет купца Николая Голяшкина. 1859[комм. 4]